# 藤本幸人
藤本 幸人（ふじもと さちと、1957年 - ）は、日本の自動車技術者。

## 略歴
- 1957年 - 兵庫県氷上郡山南町生まれ。
- 兵庫県立柏原高等学校 卒業
- 工学院大学工学部 卒業
- 1981年 - 本田技研工業 入社
- 1982年 - 本田技術研究所 配属
- 1998年 - 同主任研究員
- 2003年 - 第30回「環境賞」受賞

## テレビ出演
- 2009年6月30日 - 『プロフェッショナル 仕事の流儀』「夢を語れ、不可能を超えろ」（NHK総合テレビジョン）
- 2010年4月25日 - 『GLOBE』「ホンダ「燃料電池車」開発責任者 藤本幸人」（テレビ朝日系列）

## DVD
- 2010年 - 『プロフェッショナル仕事の流儀 燃料電池車開発 藤本幸人の仕事』 NHKエンタープライズ

## 参考資料
- 『プロフェッショナル 仕事の流儀』（NHK総合テレビジョン）2009年6月30日放送
- 丹波新聞・丹波人NOW[リンク切れ]